# TA41 (水雷艇)
「TA41」はドイツ海軍の水雷艇。トリエステで建造中であったイタリアのアリエテ級水雷艇「ランチア (Lancia)」をイタリアの降伏により1943年9月にドイツが捕獲したものである。
トリエステのC.R.D.A.で建造。1943年3月24日起工。1944年5月7日進水。1944年9月7日、または10月21日就役。 機雷敷設等に従事した。
1945年1月9-10日と11-12日、「Fasana」などと共に機雷敷設作戦に従事。2月は「TA45」とともに1-2日、4-5日、6-7日、11-12日に機雷敷設作戦に従事した。1-2日の時は敷設場所を誤った。また、敵との遭遇により2月6-7日の作戦は中止となり、11-12日の作戦では別の場所へ敷設されることとなった。
1945年2月17日にトリエステのSan Roccoの造船所でイギリス軍による空襲にあい、爆弾命中により大損害を受けた。
5月1日、トリエステで自沈。乗員の一部は沿岸砲部隊に配置されたがパルチザンの捕虜となり、処刑された者もいる。